# Estado da União (União Europeia)

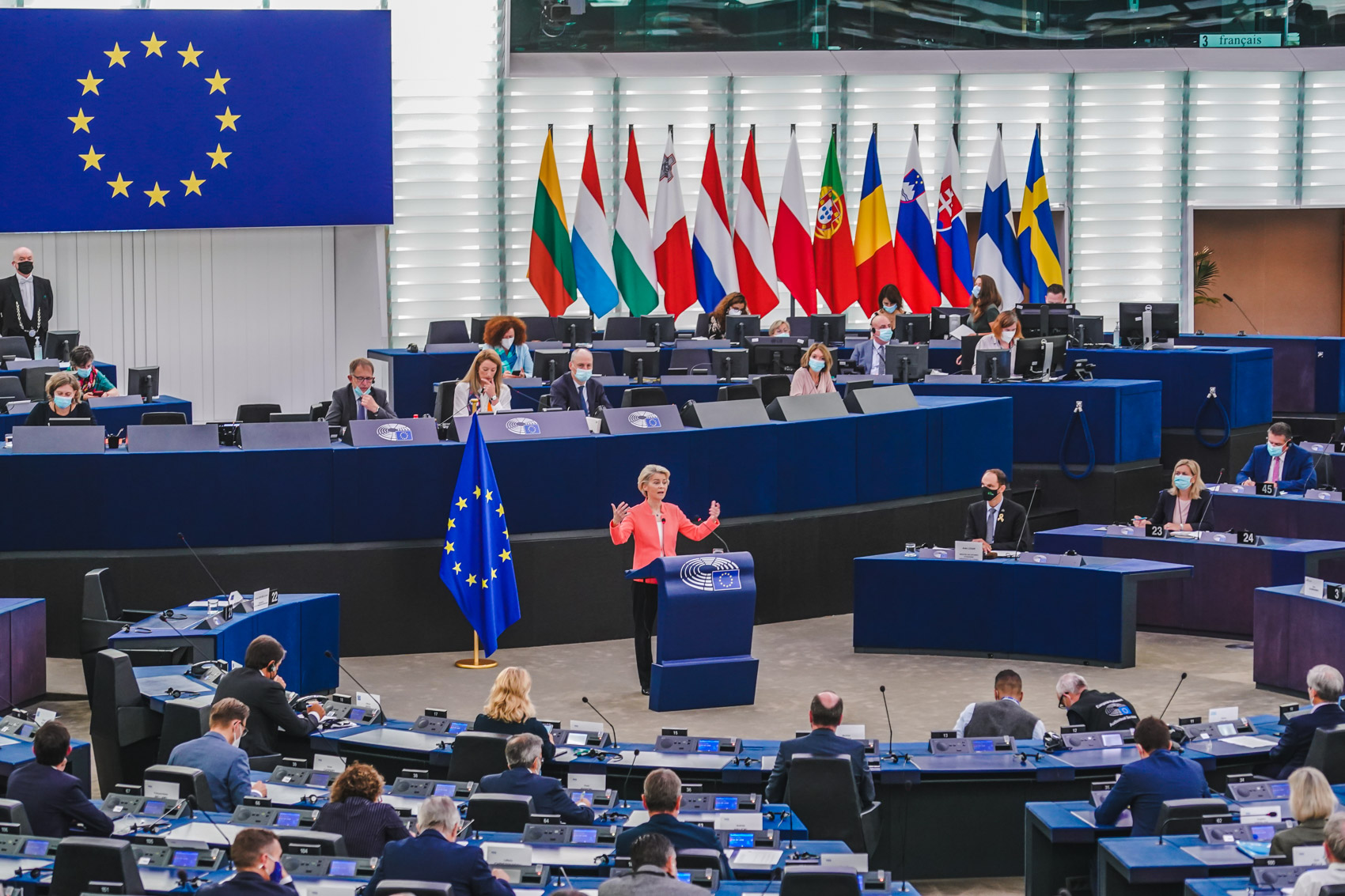
Presidente da Comissão Europeia, Ursula von der Leyen a discursar no Estado da União a 15 de setembro de 2021.

O Estado da União é um evento anual instaurado pelo Tratado de Lisboa onde o Presidente da Comissão Europeia faz um balanço da ação do executivo europeu apresentando as grandes linhas das futuras proposições da Comissão europeia para o ano seguinte. O discurso é pronunciado no mês de setembro no Parlamento europeu reunido numa sessão planaria em Estrasburgo. Originalmente, o Presidente da Comissão discursava apenas de politica geral que no inicio do seu mandato, ou seja, a cada cinco anos. O discurso sobre o estado da União, permite assim de explicar e de discutir os objetivos dos projetos da Comissão dos quatros anos, a fim de aumentar o controlo do Parlamento sobre o executivo.

Assim, o primeiro discurso sobre o estado da União, foi pronunciado pelo Presidente da Comissão José Manuel Barroso em setembro de 2010, um ano depois da sua reeleição.
O discurso é transmitido em direto via Europe by Satellite e na Europarltv.